# Universidad Michoacana de San Nicolás de Hidalgo
La Universidad Michoacana de San Nicolás de Hidalgo (UMSNH), más conocida como Universidad Michoacana (UMICH), es una institución académica pública del estado de Michoacán con sede en Morelia.
Sus antecedentes datan de 1540, cuando Vasco de Quiroga fundó, en Pátzcuaro, el Colegio de San Nicolás Obispo, trasladado en 1580 a Valladolid (hoy Morelia). Se constituyó como Universidad en el año 1917. Actualmente cuenta con varias facultades foráneas en Apatzingán, Uruapan, Ciudad Hidalgo y Tangancícuaro de Arista.
Por su reconocida calidad educativa y su larga trayectoria educando a generaciones de alumnos, se consolida al día de hoy como un destacado referente académico a nivel nacional e internacional. La Universidad Michoacana de San Nicolás de Hidalgo se encuentra entre las cien mejores universidades de Latinoamérica y también entre las mejores diez universidades de México, cumpliendo así con los estándares de acreditación de alta calidad establecidos por la Secretaría de Educación Pública. En 2021 es posicionada como la novena mejor universidad de México y la quinta entre las universidades públicas estatales por el ranking Best Global Universities.

## Historia

### Inicios
La Universidad Michoacana de San Nicolás de Hidalgo (UMSNH) es la institución de instrucción superior de mayor tradición en el estado de Michoacán y una de las más antiguas de América. Sus antecedentes históricos se remontan a 1540, año en que don Vasco de Quiroga fundó el Colegio de San Nicolás Obispo en la ciudad de Pátzcuaro, con el propósito de formar sacerdotes que lo auxiliaran en la evangelización de los nativos del vasto territorio bajo su jurisdicción.
En el transcurso de su gestión episcopal, Vasco de Quiroga mostró especial preocupación por consolidar la incipiente institución educativa. Gracias a sus negociaciones, el 1 de mayo de 1543, Carlos V expidió una cédula real en la que aceptaba asumir el patronazgo del colegio, por lo cual, a partir de esa fecha, se le denominó Real Colegio de San Nicolás Obispo.
En 1566, mediante una «real ejecutoria» se dispuso que, a nombre del monarca español, el cabildo eclesiástico ejerciera la administración del plantel quiroguiano. Frente a las exigencias de la Iglesia postridentina, de impartir una nueva orientación a la formación de sacerdotes, en 1574 el cabildo resolvió transferir responsabilidad académica a la ameritada Compañía de Jesús.

### Cambio de sede
En 1580, con motivo del cambio de la residencia episcopal de Pátzcuaro a Valladolid, también se trasladó el Real Colegio de San Nicolás Obispo, donde se fusionó al Colegio de San Miguel Guayangareo. La nueva sede catedralicia representó un gran avance para el fortalecimiento del obispado de Michoacán. No obstante, la formación de sacerdotes continuaba sin responder a los reclamos del Concilio Tridentino, ampliamente reafirmados durante el III Concilio Provincial Mexicano, de 1585.
Para resolver esta deficiencia, a partir de 1590, el cuarto obispo de Michoacán, fray Alonso Guerra, se empeñó en convertir al colegio en Seminario Tridentino. En el seno del cabildo eclesiástico esta iniciativa encontró férrea oposición, por considerar que, de aceptar la proposición, se contravendrían los objetivos fundacionales del plantel. A la muerte del obispo Guerra, tocó a su sucesor, fray Domingo de Ulloa, recibir ―el 17 de octubre de 1601― de Clemente VIII una bula en la que, aprovechando la infraestructura de San Nicolás, ordenaba establecer un Seminario Conciliar.
La reacción del cabildo no se hizo esperar: en abierto desacato, por la vía jurídica emprendió una enérgica defensa que involucró a las autoridades civiles y eclesiásticas de la Nueva España en un enfrentamiento que habría de prolongarse hasta el año 1610, cuando el Papa Paulo V revocó la orden de su antecesor.
No obstante, durante ese tiempo el Colegio de San Nicolás mantuvo con regularidad sus actividades, sin incorporar cambios trascendentales en sus aulas, donde se enseñaba lo indispensable para atender los servicios religiosos de los españoles y evangelizar a los indígenas. Preocupada como estaba la sociedad vallisoletana en consolidarse, poco se interesaba en que sus instituciones instruccionales alcanzaran el desarrollo de las europeas. Debió ser necesaria la afirmación del proyecto colonial para que los criollos sintieran necesidad de igualar sus conocimientos a los que estaban en boga en los claustros españoles.

### Virreinato
En consecuencia, a fines del siglo XVII en el Colegio de San Nicolás se emprendió una profunda reforma de su reglamento y constituciones, que sirvió de base para modificación del plan de estudios de principios del siglo XVIII, en el que, entre otras disciplinas, se incluyeron las asignaturas de Filosofía, Teología escolástica y Moral.
Mediante real decreto del 23 de noviembre de 1797 se concedió a San Nicolás el privilegio de incorporar en su docencia las cátedras de Derecho civil y Derecho canónico.
Se puede afirmar que al comenzar el siglo XIX el plantel atravesaba por la etapa más sólida de su existencia. Todo parecía indicar que en el mundo intelectual novohispano se lanzaba a una carrera ascendente. Sin embargo, las consecuencias del movimiento de independencia, acaudillado por un selecto grupo de maestros y alumnos nicolaitas, entre los cuales destacan Miguel Hidalgo y Costilla, José María Morelos, José Sixto Verduzco, José María Izazaga e Ignacio López Rayón, propiciaron que el gobierno virreinal decidiera clausurarlo.

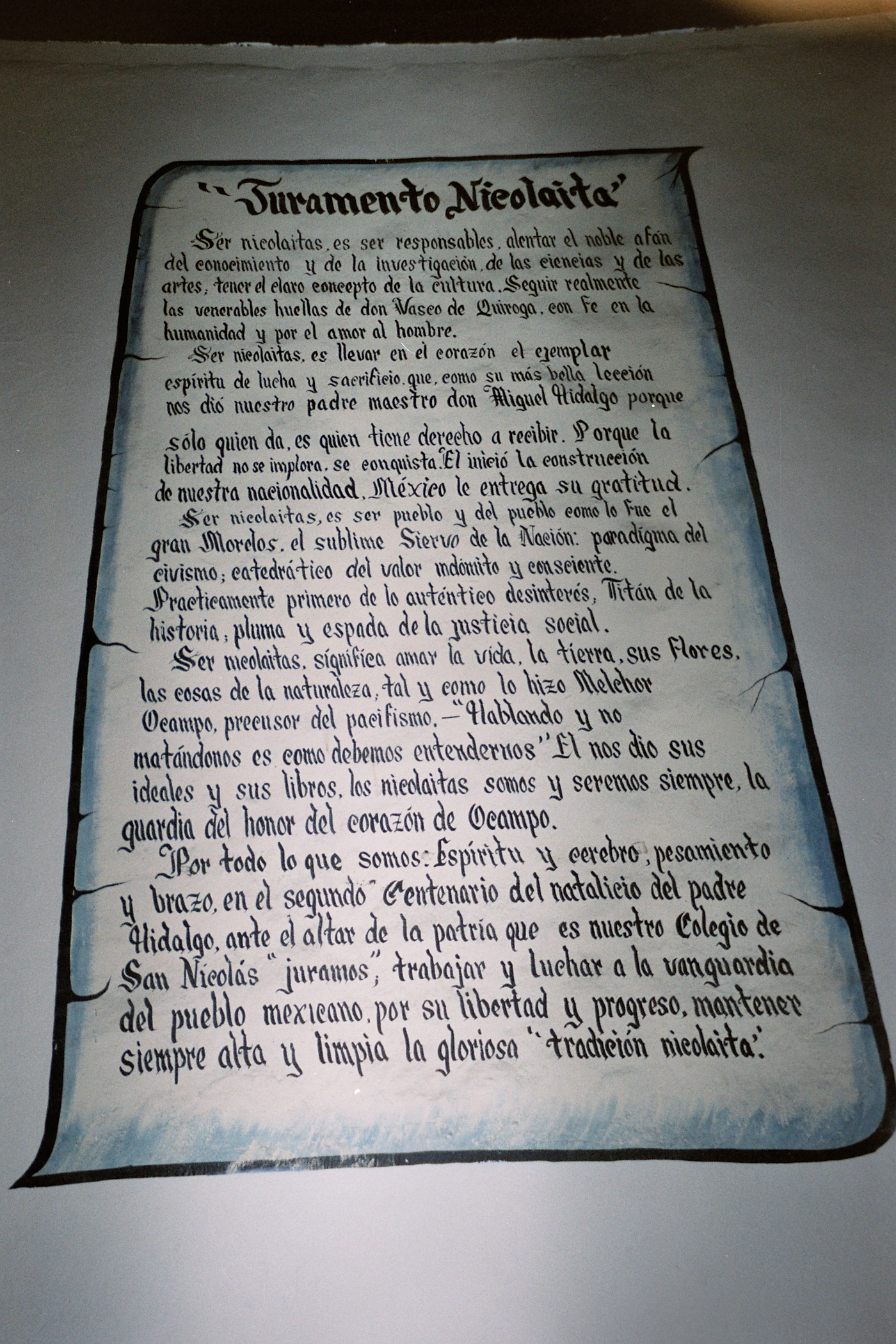
Juramento nicolaita.

### México independiente
Una vez consumada la independencia mexicana, la preocupación principal del nuevo gobierno se centró en la reorganización nacional con base en un nuevo proyecto en el cual, por primera vez en este suelo, dentro de los rubros prioritarios, se consideraba a la instrucción pública. De esta manera las acciones tendientes a la reapertura del plantel se iniciaron durante el decenio de los años veinte decimonónicos. Tras una larga y penosa negociación entre la Iglesia y el Estado, el 21 de octubre de 1845, el cabildo eclesiástico cedió a la Junta Subdirectora de Estudios de Michoacán el patronato del plantel.
Provisto de esta base legal, el 17 de enero de 1847 el gobernador Melchor Ocampo procedió a su reapertura, bajo la denominación de «Primitivo y Nacional Colegio de San Nicolás de Hidalgo». Con ello se inició una nueva etapa en la existencia de la institución.
En la segunda mitad del siglo XIX, en las aulas nicolaitas irrumpieron la química, la física, la cosmografía, las matemáticas y la biología. Laboratorios y bibliotecas se enriquecieron con importantes adquisiciones realizadas por el gobierno michoacano en países europeos, a la vez que su patrimonio se incrementaba mediante donaciones que le confería el ejecutivo estatal provenientes de los bienes secularizados a los templos y conventos michoacanos. Los aires de renovación que por esos años se esparcieron en la entidad federativa fueron portadores de bases sólidas para la creación de una universidad en Michoacán.
Este proyecto se consolidó al triunfo de la Revolución Mexicana cuando, a escasos días posteriores a la toma de posesión del gobierno de Michoacán, el ingeniero Pascual Ortiz Rubio adoptó la iniciativa, y el 15 de octubre de 1917 logró establecer, con la característica de autonomía, la Universidad Michoacana de San Nicolás de Hidalgo, integrada por el Colegio de San Nicolás de Hidalgo, las escuelas de Artes y Oficios, Industrial y Comercial para señoritas, Superior de Comercio y Administración, Normal para profesores, Normal para profesoras, Medicina y Jurisprudencia, además de la Biblioteca Pública, el Museo Michoacano, el de la Independencia y el Observatorio Meteorológico del estado.
Como integrantes del primer Consejo Universitario se nombró a los directores de cada plantel; como rector, al ingeniero Agustín Aragón, quien a pocos días, por no aceptar la protesta constitucional a que lo obligaban los miembros del Congreso, renunció a su cargo. Frente a este contratiempo la naciente institución quedó a la deriva, hasta que, en 1918, se designó al doctor Alberto Oviedo Mota como encargado de iniciar las actividades universitarias.

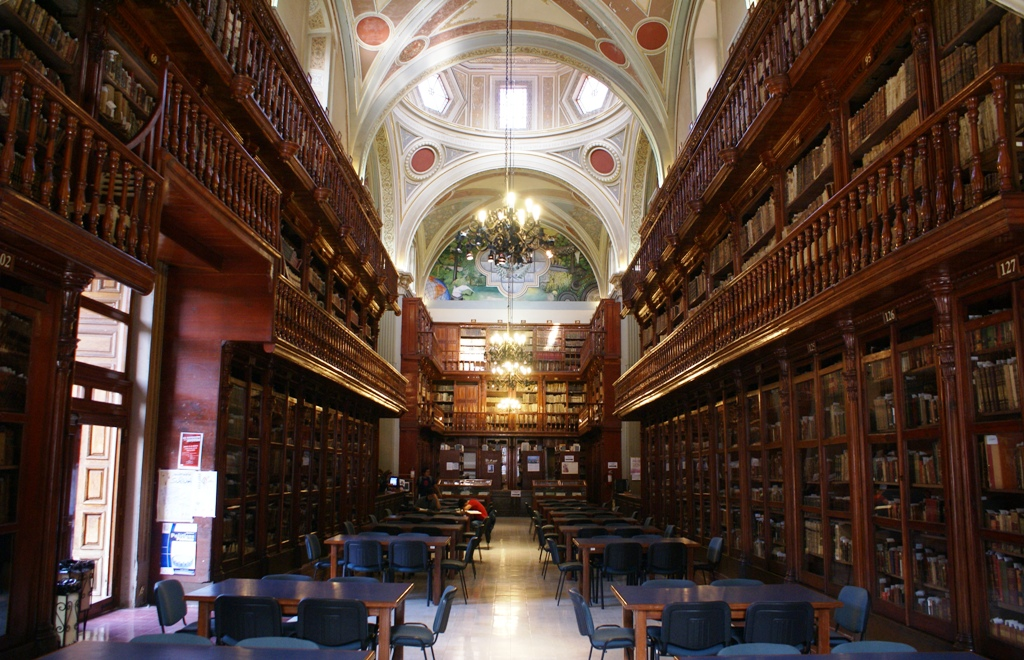
Biblioteca Pública. UMSNH.

Al año siguiente, el Congreso nombró rector al profesor José Jara Peregrina, quien impulsó además acciones tendientes a consolidar la universidad. De ellas destacan la Ley Constitutiva y la creación de la primera partida presupuestal, que le permitió subsanar las necesidades apremiantes. En 1920, según la opinión del gobernador Francisco J. Múgica, la universidad continuaba «como un grupo de escuelas que marchaban independientes unas de otras».
Para remediar esta anormalidad, el general Múgica modificó la Ley Constitutiva y nombró nuevas autoridades. Ignacio Chávez, joven médico michoacano recién egresado de la Escuela de Medicina de la Universidad Nacional, ocupó la rectoría.
Durante su gestión se emprendieron profundas reformas académicas y administrativas, que incluyeron modificaciones a los planes y programas de estudio de todas las escuelas. La de medicina fue la más favorecida, al incorporar el nuevo rector, a su planta docente, una pléyade de médicos michoacanos:  sus compañeros Salvador González Herrejón, Adolfo Arreguín Vidales y Manuel Martínez Báez, además del propio Ignacio Chávez, quienes impulsaron un giro trascendental a la docencia médica en Michoacán.
Anualmente, a los alumnos con mejor promedio, la universidad otorga el Premio Padre de la Patria.

## Escudo

Escudo familiar de Don Vasco de Quiroga

El escudo universitario está constituido por elementos del escudo de armas de la familia Quiroga, el cual don Vasco legó al colegio fundado por él, y simboliza «Dados en armonía, bajo la sombra del árbol de la Cruz, unidos fraternalmente hacia la luz del saber y la enseñanza, en la paz y en la victoria, bajo la universalidad de la ciencia y la humanística».
En 1917, al fundarse la Universidad Michoacana de San Nicolás de Hidalgo, la nueva institución adopta el escudo del Colegio, con el cual sella los papeles oficiales hasta 1919. En adelante, la inscripción anterior se sustituye por la de Universidad Michoacana de San Nicolás de Hidalgo. Esta demora es fácil de explicar, ya que a partir de ese año la institución inicia sus actividades académicas con regularidad.
Siendo rector el doctor Ignacio Chávez, en 1921, en el escudo ocurre una transformación sustancial, por la cual se perfeccionan los bordes de la tarja, que permanece dividida en cuatro cuarteles. En el primero aparecen los seis dados dispuestos en dos palos. En el primer par se aprecian uno y cuatro puntos; en el segundo, dos y cinco; en el tercero, tres y seis. En el segundo cuartel está la cruz florenzada. En el tercero aparecen las cinco clavas, y en el inferior izquierdo un monte sumado de un ciprés en posición recta, rematando en la parte inferior con una «punta de lanza». Arriba y al frente se conservan el sombrero episcopal de ala ancha y las ínfulas episcopales abrazando la tarja, que equilibran los elementos gráficos. El círculo doble toma aire y se abre para transformarse en un listón, sostenido por dos antorchas encendidas que llevan impresa la inscripción «UNIVERSIDAD MICHOACANA DE SAN NICOLÁS DE HIDALGO». Por la parte inferior rematan dos ramas cruzadas: una de laurel; la otra, de olivo. Rodolfo Jiménez Ávalos, aproximadamente en 1970, realizó la descripción del escudo en una visita a Quiroga, enfatizando que es menester considerar que no son clavas en sí las figuras del tercer cuartel; estas figuras representan la estructura de una armónica.[cita requerida] De tal modo, los símbolos de los cuarteles se leen de la siguiente manera: dados, armónica, un árbol con sombra y la cruz, coincidiendo así con el significado del escudo familiar de Don Vasco: «dados en armonía, bajo la sombra del árbol de la Cruz». 
Al respecto, Chávez informa que eligió ese escudo para la naciente universidad partiendo del blasón familiar, acuartelado, de su ilustre fundador: Don Vasco de Quiroga. Sólo le agregó la orla que lo corona, donde se lee el nombre de la universidad, sostenida por dos antorchas encendidas, relativas a la ciencia y a la cultura humanística. Es necesario destacar que, si bien el doctor Chávez hace esta somera descripción del escudo, nada dice con respecto a los colores, que, según se ha mencionado, fueron rojo, verde, blanco y dorado.
Este escudo se conservó durante largo tiempo. En los años sesenta se deformó el tercer cuartel y se transformaron las cinco supuestas clavas en otras tantas figuras que semejan bolos de boliche.

## Resultados en el Examen Nacional de Aspirantes a Residencias Médicas
En la edición 2023 del Examen Nacional para Aspirantes a Residencias Médicas (ENARM), la Universidad Michoacana de San Nicolás de Hidalgo (UMSNH), con sede en Morelia, destacó por su alto número de sustentantes y seleccionados, consolidándose como una de las instituciones públicas estatales más relevantes en la formación médica del país. De los 1,128 egresados que presentaron el examen, 543 fueron seleccionados, lo que representa una tasa de aceptación del 48.14 %. Sus egresados alcanzaron un promedio general de 56.20 puntos, posicionando a la UMSNH en el séptimo lugar a nivel nacional por número absoluto de aspirantes admitidos, lo cual refleja la solidez académica y clínica de su programa de estudios.

## Escuelas y facultades

### Bachillerato Nicolaita
La Universidad Michoacana de San Nicolás de Hidalgo cuenta con siete escuelas preparatorias o bachilleratos:
- Colegio Primitivo y Nacional de San Nicolás de Hidalgo
- Preparatoria Ing. Pascual Ortiz Rubio
- Preparatoria José María Morelos y Pavón
- Preparatoria Isaac Arriaga
- Preparatoria Melchor Ocampo
- Preparatoria Lic. Eduardo Ruiz (Uruapan)
- Preparatoria General Lázaro Cárdenas (Uruapan)

Estas escuelas proporcionan la educación necesaria para iniciar el estudio de una licenciatura. El 21 de junio de 1990, el Consejo Universitario aprobó una reforma al bachillerato que se imparte en esta universidad. A partir de esa fecha se cursa en tres años, dividido en dos fases: a) tronco común, con duración de dos años, y b) curso propedéutico, para que el alumno opte por alguna de las áreas siguientes:
- Ingeniería y Arquitectura
- Ciencias Químico-Biológicas
- Ciencias Económico-Administrativas
- Ciencias Histórico-Sociales

Además se eligen dos de veinte materias optativas, de acuerdo al área y semestre cursado.

### Licenciaturas
División de Ingenierías:
- Facultad de Ingeniería Química
- Facultad de Ingeniería Eléctrica
- Facultad de Ingeniería Mecánica
- Facultad de Ingeniería Civil
- Facultad de Ingeniería en Tecnología de la Madera
- Facultad de Arquitectura
- Facultad de Ingeniería en Innovación Tecnológica de Materiales
- Licenciatura en Ingeniería en Energía y Sustentabilidad
- Licenciatura en Ingeniería Ambiental

División de Ciencias y Humanidades:
- Facultad de Ciencias Físico-Matemáticas «Mat. Luis Manuel Rivera Gutiérrez»
- Facultad de Biología
- Facultad de Historia UMSNH «Uandascuaro»
- Facultad de Filosofía Dr. Samuel Ramos M.
- Facultad de Letras

División de Artes:
- Facultad Popular de Bellas Artes

División de Ciencias Administrativas y Sociales:
- Facultad de Contaduría y Ciencias Administrativas
- Facultad de Derecho y Ciencias Sociales»
- Facultad de Economía "Vasco de Quiroga"»

División de Ciencias de la Salud:
- Facultad de Ciencias Médicas y Biológicas «Dr. Ignacio Chávez»
- Facultad de Odontología
- Facultad de Licenciatura en Enfermería
- Facultad de Salud Pública y Enfermería
- Facultad de Químico Farmacobiología
- Facultad de Psicología

División de Ciencias Agropecuarias:
- Facultad de Administración de Empresas Agropecuarias (Apatzingán)
- Facultad de Agrobiología (Uruapan)
- Facultad de Medicina Veterinaria y Zootecnia
- Facultad de Biotecnología

Unidades Profesionales:
- Unidad Profesional Ciudad Hidalgo
- Unidad Profesional Lázaro Cárdenas
- Unidad Profesional del Balsas Huetamo de Núñez

### Posgrado
Institutos:
- Instituto de Investigaciones Químico-Biológicas
- Instituto de Investigación en Metalurgia y Materiales
- Instituto de Investigaciones Históricas
- Instituto de Física y Matemáticas
- Instituto de Investigaciones Agropecuarias y Forestales
- Instituto de Investigaciones sobre los Recursos Naturales
- Instituto de Investigaciones Económicas y Empresariales
- Instituto de Investigaciones Filosóficas «Luis Villoro»
- Instituto de Investigaciones en Ciencias de la Tierra

Actualmente, una de las fortalezas principales es el Posgrado Nicolaita, que ofrece más de cuarenta programas de maestría y doctorado, impartidos en facultades e institutos, la mayoría reconocidos en el Programa Nacional de Posgrado (PNP), del Consejo Nacional de Ciencia y Tecnología (Conacyt). El último posgrado aprobado por el H. Consejo Universitario es el Doctorado en Filosofía, ofrecido por la Facultad de Filosofía Samuel Ramos y por el recién creado Instituto de Investigaciones Filosóficas «Luis Villoro». Además el posgrado de la Universidad Michoacana es crisol de investigación científica. Al 2014 contaba con 400 investigadores pertenecientes al Sistema Nacional de Investigadores (SNI), del Conacyt.

### Coordinación de la Investigación Científica
En la universidad la actividad sustantiva de investigación se inició en 1961, a partir del funcionamiento formal del Consejo de Investigación Científica. Desde entonces ha causado gran impacto en producción y difusión científica y de la cultura, así como en formación de recursos humanos.[cita requerida]

### Escuelas incorporadas
- Colegio Hermanos López Rayón (Sahuayo)
- Escuela Ignacio López Rayón (Tlalpujahua)
- Escuela Preparatoria Enrique Ramírez (Lázaro Cárdenas)
- Escuela Preparatoria Proyecto Nicolaita Siglo XXI, A. C. (Uruapan)
- Preparatoria Taximaroa, Ciudad Hidalgo
- Hermanos López Rayón, Maravatío
- Escuela Preparatoria Lázaro Cárdenas, Zinapécuaro
- Escuela Preparatoria por Cooperación de Zamora Incorporada UMSNH, Zamora de Hidalgo
- Escuela Preparatoria por Cooperación de Tangancícuaro, Tangancícuaro
- Lázaro Cárdenas, Yurécuaro
- José Ma. Morelos, Zitácuaro
- Lic. Benito Juárez, Huetamo
- Gral. Lázaro Cárdenas, Tuxpan
- Melchor Ocampo, Arteaga
- Dr. Raymundo Figueroa, Cuitzeo
- Hidalgo y Morelos, Charo
- Escuela Preparatoria Rector Hidalgo, Morelia
- Escuela Preparatoria Cuauhtémoc, Huandacareo
- Dr. Melchor Díaz Rubio, Álvaro Obregón
- José Rubén Romero, Cotija
- Hnos. López Rayón, Sahuayo
- Lic. Natalio Vázquez Pallares, La Piedad
- Profr. Jesús Romero Flores, Villa Jiménez
- Educación y Patria, Parácuaro
- J. Jesús Romero Flores, Paracho
- Adolfo Chávez, Apatzingán
- Emiliano Zapata, Zacapu
- Lic. Benito Juárez García, Cherán
- Escuela Preparatoria Cañada de los Once Pueblos, Chilchota
- Tepalcatepec, A. C., Tepalcatepec
- Silviano Carrillo Cárdenas, Pátzcuaro
- Jesús Romero Flores, Churumuco
- Preparatoria I C A, Morelia
- Melchor Ocampo, Múgica
- Lázaro Cárdenas, Tingüindín
- Isaac Arriaga, Ario de Rosales
- Lázaro Cárdenas, Lázaro Cárdenas
- Preparatoria de Santa Ana Amatlán, Buenavista Tomatlán
- Apatzingán, Apatzingán
- Preparatoria Juventud y Ciencia, Tancítaro
- Escuela de Enfermería de Apatzingán, Apatzingán
- Regional de Enfermería Primo Tapia, Zacapu
- Preparatoria José Vasconcelos, Morelia
- Centro de Estudios Superiores de Zamora, Preparatoria por Cooperación, Zamora

## Rectores
- Agustín Aragón 1917
- Alberto Oviedo Mota 1918-1919
- José Jara Peregrina 1919-1920
- Ignacio Chávez Sánchez 1920-1922
- Salvador González Herrejón 1922-1924
- Adolfo Arreguín Vidales 1924
- Manuel Martínez Báez 1924-1925
- José Jara Peregrina 1925-1926
- Jesús Díaz Barriga 1926-1932
- Gustavo Corona Figueroa 1932-1934
- Enrique Arreguín Vélez 1934-1935
- Salvador Franco López 1935-1937
- José Gallegos del Río 1937-1939
- Natalio Vázquez Pallares 1939-1940
- Victoriano Anguiano Equihua 1940-1943
- Adolfo Cano Saavedra 1943
- Jesús Romero Flores 1943
- José Rubén Romero 1943-1944
- Víctor Fernando Nieto 1944-1945
- José Gallegos del Río 1945-1946
- Porfirio García de León González 1946-1949
- Jesús Pineda Ortuño 1949-1950
- Gregorio Torres Fraga 1950-1956
- Luis Mora Serrato 1956
- Alfredo Gálvez Bravo 1956-1960
- Enrique Estrada Aceves 1960-1961
- Elí Eduardo de Gortari Carbajal 1961-1963
- Alberto Bremauntz Martínez 1963-1966
- Nicanor Gómez Reyes 1966
- Alberto Lozano Vázquez 1966-1969
- Luis Silva Ruelas 1969-1970
- Melchor Díaz Rubio 1970-1974
- Luis Pita Cornejo 1974-1976
- Genovevo Figueroa Zamudio 1976-1979
- Fernando Juárez Aranda 1979-1983
- Cuauhtémoc Olmedo Ortiz 1983-1985
- Raúl Arreola Cortés 1985-1986
- Leonel Muñoz Muñoz 1986-1990
- Daniel Trujillo Mesina 1990-1994
- Salvador Galván Infante 1994-1998
- José Napoleón Guzmán Ávila 1998-1999
- Marco Antonio Aguilar Cortés 1999-2003
- Jaime Hernández Díaz 2003-2007
- Silvia Ma. Concepción Figueroa Zamudio 2007-2011
- Salvador Jara Guerrero 2011-2014
- José Gerardo Tinoco Ruiz 2014-2015
- Medardo Serna González 2015-2019
- Raúl Cárdenas Navarro 2019-2023
- Yarabí Ávila González 2023-2027

## Egresados destacados
- Miguel Hidalgo y Costilla[nota 1]
- José María Morelos y Pavón[nota 1]
- Melchor Ocampo[nota 1]
- Jesús Romero Flores
- Pascual Ortiz Rubio[7]
- Ignacio Chávez[8]